# Caroline Wiemann
Caroline Wiemann (* 4. Juli 1992 in Mainz) ist eine deutsche Journalistin.

## Leben
Caroline Wiemann machte ihr Abitur 2011 am Weser-Gymnasium Vlotho. Danach studierte sie Publizistik und Theaterwissenschaft in Mainz und Paris. Bis 2017 studierte sie Journalismus an der Ludwig-Maximilians-Universität München und machte eine Ausbildung an der Deutschen Journalistenschule.
Sie wirkte an Reportagen fürs ZDF, der Spiegel, Taz oder Die Zeit mit. Für den Artikel Abschottung 4.0 über den Grenzschutz im digitalen Zeitalter wurde sie zusammen mit Vanessa Vu 2017 mit dem Nachwuchspreis des Helmut-Schmidt-Journalistenpreis ausgezeichnet.
Seit 2020 erstellt sie Reportagen für die WDR-Reihe Unterwegs im Westen. Für die Folge Kommt jetzt die große Hartz IV-Welle? wurde sie mit dem Willi-Bleicher-Preis in der Kategorie „Nachwuchs“ ausgezeichnet.